# John Standing
Sir John Ronald Leon Standing, 4. Baronet (* 16. August 1934 in London, England, Vereinigtes Königreich als John Ronald Leon) ist ein britischer Schauspieler.

## Frühes Leben
John Standing wurde in London als Sohn der Schauspielerin Kay Hammond (1909–1980) und des Börsenmaklers Sir Ronald George Leon (1902–1964), 3. Baronet, geboren, der seinerseits ein Enkel von 
Sir Herbert Samuel Leon (1850–1926), 1. Baronet, war. Er stammt väterlicherseits aus einer Familie von Industriellen ab, mütterlicherseits aus einer ausgezeichneten Schauspielerfamilie. Zu dieser gehörten neben seiner Mutter sein Urgroßvater Herbert Standing (1846–1923) und sein Großvater Sir Guy Standing (1873–1937), zudem war sein Stiefvater der Schauspieler Sir John Clements.
Standing besuchte das Eton College und die Millfield School in Somerset, später diente er in King’s Royal Rifle Corps als Leutnant, bevor er an der Byam Shaw School of Art in London studierte.

## Karriere
John Standing begann seine Schauspiellaufbahn in Peter Brooks Theaterproduktion Titus Andronicus (1955). Später spielte er Hauptrollen in Oscar Wildes The Importance of Being Earnest, Ring Around the Moon, A Sense of Detachment von John Osborne und Noël Cowards Private Lives, mit Maggie Smith. Er wurde 1979 für einen Laurence Olivier Award für Close Of Play at the National Theatre nominiert. Sowohl auf der Bühne als auch vor der Kamera spielte Standing im Laufe seiner Karriere regelmäßig auf beiden Seiten des Atlantiks.
Standing trat ab den frühen 1960er-Jahren für zahlreiche Kinoproduktionen vor der Kamera, darunter bekannte Filme wie Sie nannten ihn King (1965), Der Puppenmörder (1966), Der Adler ist gelandet (1976), Die Seewölfe kommen, Der Elefantenmensch (beide 1980), Mrs. Dalloway (1997) und A Good Woman (2004). Oftmals verkörperte er hierbei hochgestellte oder Autorität ausstrahlende Figuren wie Offiziere, Adelige, Geistliche und Ärzte in Nebenrollen. In dem Thriller V wie Vendetta übernahm er 2005 die Rolle eines korrupten Bischofs.
Eine seiner bedeutendsten Fernsehrollen war als Sidney Godolphin in der BBC-Serie The First Churchills (1969). Andere Fernsehproduktionen mit ihm waren Tinker, Tailor, Soldier, Spy (1979), die Independent-Television-Sitcom The Other 'Arf (1980–1984) mit Lorraine Chase, sowie The Choir (1995) und King Solomon's Mines (2004). In den USA war er in Gastrollen in vielen Wochenendprogrammen wie L.A. Law – Staranwälte, Tricks, Prozesse, Civil Wars und Mord ist ihr Hobby zu sehen. Er spielte zusammen mit Robert Wagner und Samantha Smith in der Actionserie Lime Street (1985).
Im Jahr 2011 spielte Standing in der ersten Episode der HBO-Serie Game of Thrones, basierend auf George R. R. Martins Roman Das Lied von Eis und Feuer, die Rolle des Jon Arryn. Standing ist zwar nur in der ersten Folge zu sehen, allerdings ist der Tod seiner Figur einflussreich für die Handlung der Serie. Bereits 1987 war Standing in dem Film Nightflyer, der ebenfalls auf einer Geschichte von George R. R. Martin basiert, aufgetreten.

## Privatleben
Er folgte seinem Vater als der 4. Baronet im Jahr 1964. Die Familie war bis 1937 Besitzer des Bletchley Park, eines Landsitzes in der englischen Stadt Bletchley im Borough of Milton Keynes in der Grafschaft Buckinghamshire. Er wurde im Zweiten Weltkrieg als Dechiffrierzentrale benutzt. John Standing heiratete 1961 Jill Melford. Sie haben einen Sohn, Alexander John. Sie ließen sich 1972 scheiden.
1984 heiratete er Sarah Kate Forbes, die Tochter des Filmregisseurs Bryan Forbes und der Schauspielerin Nanette Newman und Schwester der Fernsehmoderatorin Emma Forbes; sie haben drei Kinder.

## Filmografie (Auswahl)

### Spielfilme
- 1962: Das letzte Wort hat sie (A Pair of Briefs)
- 1962: Die eiserne Jungfrau (The Iron Maiden)
- 1964: Manche mögen’s geheim (Hot Enough for June)
- 1965: Sie nannten ihn King (King Rat)
- 1966: Der Puppenmörder (The Psychopath)
- 1966: Nicht so schnell, mein Junge (Walk Don’t Run)
- 1967: Der Foltergarten des Dr. Diabolo (Torture Garden)
- 1972: X, Y und Zee (Zee and Co.)
- 1976: Der Adler ist gelandet (The Eagle Has Landed)
- 1978: Das Haus des Satans (The Legacy)
- 1980: Die Seewölfe kommen (The Sea Wolves)
- 1980: Der Elefantenmensch (The Elephant Man)
- 1983: Einladung zur Hochzeit (Invitation to the Wedding)
- 1983: Hey, Soldat – dein Täschchen brennt (Privates on Parade)
- 1987: Nightflyer (Nightflyers)
- 1988: Im Schatten der Götter (Windmills of the Gods, Fernsehfilm)
- 1989: Eintritt zur Hölle (Dark Holiday, Fernsehfilm)
- 1989: Verschwörung in L.A. (Chameleons, Fernsehfilm)
- 1992: Chaplin
- 1993: Vom Haß getrieben (Riders, Fernsehfilm)
- 1993: Molly (Fernsehfilm)
- 1996: Gullivers Reisen (Gulliver's Travels)
- 1997: The Woman in White (Fernsehfilm)
- 1997: Mrs. Dalloway (Mrs Dalloway)
- 1997: Agent Null Null Nix (The Man Who Knew Too Little)
- 1999: 8½ Frauen (8 ½ Women)
- 1999: Das schnelle Geld – Die Nick-Leeson-Story (Rogue Trader)
- 2000: Pandæmonium
- 2000: The Calling
- 2004: Good Woman – Ein Sommer in Amalfi (A Good Woman)
- 2005: V wie Vendetta (V for Vendetta)
- 2005: Lassie kehrt zurück (Lassie)
- 2006: Scoop – Der Knüller (Scoop)
- 2007: Outlaw
- 2007: I Want Candy
- 2012: Cheerful Water for the Wedding
- 2014: Queen & Country
- 2018: The Happy Prince
- 2023: In voller Blüte (The Great Escaper)

### Fernsehserien
- 1963: Mit Schirm, Charme und Melone (The Avengers, Folge 2x20)
- 1963: Simon Templar (The Saint, Folge 2x14)
- 1965: Geheimauftrag für John Drake (Danger Man, Folge 2x04)
- 1969: The First Churchills (12 Folgen)
- 1976: Mondbasis Alpha 1 (Space: 1999, Folge 2x07)
- 1977: Van der Valk (Folge 3x06)
- 1983: Hart aber herzlich (Hart to Hart, Fernsehserie, S5E7: Eine Mords-Rallye)
- 1990: L.A. Law – Staranwälte, Tricks, Prozesse (L.A. Law, Folge 4x11)
- 2000: New York Cops – NYPD Blue (NYPD Blue, Folge 7x19)
- 2004: Inspector Barnaby (Midsomer Murders) Fernsehserie, Staffel 7, Folge 2: Immer wenn der Scherenschleifer… (Bad Tidings)
- 2005: Inspector Lynley (The Inspector Lynley Mysteries, Fernsehserie, 1 Folge)
- 2009: Inspector Barnaby (Midsomer Murders) Fernsehserie, Staffel 12, Folge 1: Mord – nur für Mitglieder (The Dogleg Murders)
- 2011: Game of Thrones (Folge 1x01)
- 2013: Vorhang (Agatha Christie’s Poirot; Folge 13x05, Curtain: Poirot’s Last Case)
- 2014: Borgia (Folge 3x04)
- 2016: The Crown (Folge 1x08)
- 2018: King Lear (Fernsehfilm)
- 2018: Patrick Melrose (Miniserie, 2 Episoden)